# Lijst van voetbalinterlands Guinee-Bissau - Senegal
Deze lijst van voetbalinterlands is een overzicht van alle officiële voetbalwedstrijden tussen de nationale teams van Guinee-Bissau en Senegal. De landen speelden tot op heden tien keer tegen elkaar. De eerste ontmoeting was tijdens een vriendschappelijk toernooi in Freetown (Liberia) op 9 februari 1984. Het laatste duel, een kwalificatiewedstrijd voor de Afrika Cup 2021, vond plaats op 15 november 2020 in Bissau.

## Wedstrijden
| №  | Plaats     | Datum            | Competitie                   | Wedstrijd               | Uitslag |
| -- | ---------- | ---------------- | ---------------------------- | ----------------------- | ------- |
| 1  | Freetown   | 9 februari 1984  | Vriendschappelijk            | Senegal − Guinee-Bissau | 3 − 2   |
| 2  | Bissau     | 30 april 1988    | Vriendschappelijk            | Guinee-Bissau − Senegal | 1 − 1   |
| 3  | Bamako     | 24 mei 1989      | Vriendschappelijk            | Guinee-Bissau − Senegal | 0 − 0   |
| 4  | Dakar      | 24 november 1991 | Vriendschappelijk            | Senegal − Guinee-Bissau | 4 − 0   |
| 5  | Dakar      | 30 augustus 1992 | Afrika Cup 1994 kwalificatie | Senegal − Guinee-Bissau | 3 − 0   |
| 6  | Bissau     | 11 april 1993    | Afrika Cup 1994 kwalificatie | Guinee-Bissau − Senegal | 0 − 3   |
| 7  | Freetown   | 1 december 1993  | Vriendschappelijk            | Senegal − Guinee-Bissau | 0 − 0   |
| 8  | Nouakchott | 18 november 1995 | Vriendschappelijk            | Guinee-Bissau − Senegal | 2 − 1   |
| 9  | Thiès      | 11 november 2020 | Afrika Cup 2021 kwalificatie | Senegal − Guinee-Bissau | 2 − 0   |
| 10 | Bissau     | 15 november 2020 | Afrika Cup 2021 kwalificatie | Guinee-Bissau − Senegal | 0 − 1   |

## Samenvatting
| Competitie              | Totaal gespeeld | Winst Guinee-Bissau | Gelijk | Winst Senegal | Doelsaldo Guinee-Bissau – Senegal |
| ----------------------- | --------------- | ------------------- | ------ | ------------- | --------------------------------- |
| Afrika Cup-kwalificatie | 4               | 0                   | 0      | 4             | 0 − 9                             |
| Vriendschappelijk       | 6               | 1                   | 3      | 2             | 5 − 9                             |
| Totaal                  | 10              | 1                   | 3      | 6             | 5 − 18                            |

FFGB · 
Guinee-Bissaus vrouwenelftal
Interlands
Tegenstander:
Algerije ·
Angola ·
Benin ·
Botswana ·
Burkina Faso ·
Centraal-Afrikaanse Republiek ·
Congo-Brazzaville ·
Djibouti ·
Egypte ·
Equatoriaal-Guinea ·
Ethiopië ·
Gabon ·
Gambia ·
Ghana ·
Guinee ·
Ivoorkust ·
Kaapverdië ·
Kameroen ·
Kenia ·
Liberia ·
Mali ·
Marokko ·
Mauritanië ·
Mozambique ·
Namibië ·
Nigeria ·
Oeganda ·
Sao Tomé en Principe ·
Senegal ·
Sierra Leone ·
Soedan ·
Swaziland ·
Togo ·
Zambia ·
Zuid-Afrika
FSF · 
A-internationals · 
Bondscoaches · Selecties · Senegalees vrouwenelftal · 
Olympisch elftal
1960 – 1969 · 
1970 – 1979 · 
1980 – 1989 · 
1990 – 1999 · 
2000 – 2009 · 
2010 – 2019 · 
2020 – 2029
WK 2002 · 
WK 2018 ·
WK 2022
OS 2012
1959 · 
1960 · 
1961 · 
1962 · 
1963 · 
1964 · 
1965 · 
1966 · 
1967 · 
1968 · 
1969 · 
1970 · 
1971 · 
1972 · 
1973 · 
1974 · 
1975 · 
1976 · 
1977 · 
1978 · 
1979 · 
1980 · 
1981 · 
1982 · 
1983 · 
1984 · 
1985 · 
1986 · 
1987 · 
1988 · 
1989 · 
1990 · 
1991 · 
1992 · 
1993 · 
1994 · 
1995 · 
1996 · 
1997 · 
1998 · 
1999 · 
2000 · 
2001 · 
2002 · 
2003 · 
2004 · 
2005 · 
2006 · 
2007 · 
2008 · 
2009 · 
2010 · 
2011 · 
2012 · 
2013 · 
2014 ·
2015 ·
2016 ·
2017 ·
2018 ·
2019 ·
2020 ·
2021 ·
2022 ·
2023
Algerije ·
Angola ·
Benin ·
Bolivia ·
Bosnië en Herzegovina ·
Botswana ·
Brazilië ·
Burkina Faso ·
Burundi ·
Centraal-Afrikaanse Republiek ·
Chili ·
China ·
Colombia · 
Congo-Brazzaville ·
Congo-Kinshasa ·
Denemarken ·
Ecuador ·
Egypte ·
Engeland ·
Equatoriaal-Guinea ·
Eritrea ·
Ethiopië ·
Frankrijk ·
Gabon ·
Gambia ·
Ghana ·
Griekenland ·
Guinee ·
Guinee-Bissau ·
Indonesië ·
Iran ·
Ivoorkust ·
Japan ·
Kaapverdië ·
Kameroen ·
Kenia ·
Kosovo ·
Kroatië · 
Lesotho ·
Liberia ·
Libië ·
Luxemburg ·
Madagaskar ·
Malawi ·
Maleisië ·
Mali ·
Marokko ·
Mauritanië ·
Mauritius ·
Mexico ·
Mozambique ·
Namibië ·
Nederland ·
Niger ·
Nigeria ·
Noorwegen ·
Oeganda ·
Oezbekistan ·
Oman ·
Polen ·
Qatar ·
Rwanda ·
Saoedi-Arabië ·
Sierra Leone ·
Soedan ·
Swaziland ·
Tanzania ·
Togo ·
Tunesië ·
Turkije ·
Uruguay ·
Verenigde Arabische Emiraten ·
Zambia ·
Zimbabwe ·
Zuid-Afrika ·
Zuid-Korea ·
Zuid-Soedan ·
Zweden
Algerije (2019, 2) ·
Colombia (2018) ·
Denemarken (2002) ·
Engeland (2022) ·
Frankrijk (2002) ·
Japan (2018) ·
Nederland (2022) ·
Polen (2018) ·
Uruguay (2002)